# سیارک ۷۹۳۹
سیارک ۷۹۳۹ (به انگلیسی: 7939 Asphaug، نامگذاری:1991AP1) هفت هزار و نهصد و سی و نهمین سیارک کشف شده است که در ۱۴ ژانویه ۱۹۹۱ کشف شد.
قدر مطلق سیارک برابر ۱۴٫۴۰ است.